# Olesja Hudyma
Olesja Hudyma (ukrajinsky Гудима Олеся Петрівна, také Olesja Gudymová) je ukrajinská malířka a žurnalistka.

## Život
V roce 2003 absolvovala studium novinářství na fakultě žurnalistiky Lvovské univerzity. Až do roku 2007 pracovala jako novinářka v rodném Ternopilu. Od té doby je výtvarnicí na volné noze a svá působiště nezvěřejňuje.

## Dílo
Maluje především akrylovými barvami závěsné obrazy, nejrůznější žánry nejrůznějšími styly, od abstrakce ve stylu akční malby Jacksona Pollocka přes chagallovské fantazijní postavy a folklórní náměty žen v krojích až po motivy náboženské. Jejím dosud největším úspěchem je reprodukce obrazu dívky v lidovém kroji na ukrajinské poštovní známce z roku 2018.